# Municipio de Henning
El municipio de Henning (en inglés: Henning Township) es un municipio ubicado en el condado de Otter Tail en el estado estadounidense de Minnesota. En el año 2010 tenía una población de 377 habitantes y una densidad poblacional de 4,46 personas por km².

## Geografía
El municipio de Henning se encuentra ubicado en las coordenadas 46°20′9″N 95°28′50″O / 46.33583, -95.48056. Según la Oficina del Censo de los Estados Unidos, el municipio tiene una superficie total de 84.48 km², de la cual 83,49 km² corresponden a tierra firme y (1,17 %) 0,99 km² es agua.

## Demografía
Según el censo de 2010, había 377 personas residiendo en el municipio de Henning. La densidad de población era de 4,46 hab./km². De los 377 habitantes, el municipio de Henning estaba compuesto por el 99,2 % blancos, el 0,27 % eran de otras razas y el 0,53 % eran de una mezcla de razas. Del total de la población el 0,27 % eran hispanos o latinos de cualquier raza.